# Tarachidia georgica
Tarachidia georgica är en fjärilsart som beskrevs av Augustus Radcliffe Grote 1881. Tarachidia georgica ingår i släktet Tarachidia och familjen nattflyn. Inga underarter finns listade i Catalogue of Life.